# Yegor Konstantinovich Baburin
Yegor Konstantinovich Baburin (tiếng Nga: Егор Константинович Бабурин; sinh ngày 9 tháng 8 năm 1993) là một cầu thủ bóng đá người Nga. Anh đang thi đấu ở vị trí thủ môn cho câu lạc bộ FC Rostov.

## Sự nghiệp câu lạc bộ
Anh có màn ra mắt tại Giải bóng đá ngoại hạng Nga vào ngày 17 tháng 3 năm 2013 cho F.K. Zenit St. Petersburg trong trận đấu với F.K. Mordovia Saransk. Thủ môn số một của Zenit Vyacheslav Malafeev bị chấn thương trước trận đấu. Baburin vào sân sau 10 phtus thi đấu khi Yuri Zhevnov đá chính bị căng cơ.

## Danh hiệu
Zenit Sankt Peterburg
- Giải bóng đá ngoại hạng Nga: 2014–15

## Thống kê sự nghiệp
Tính đến 13 tháng 5 năm 2018
| Câu lạc bộ             | Mùa giải            | Giải vô địch                | Giải vô địch | Giải vô địch | Cúp     | Cúp       | Châu lục | Châu lục  | Tổng cộng | Tổng cộng |
| Câu lạc bộ             | Mùa giải            | Hạng đấu                    | Số trận      | Bàn thắng    | Số trận | Bàn thắng | Số trận  | Bàn thắng | Số trận   | Bàn thắng |
| ---------------------- | ------------------- | --------------------------- | ------------ | ------------ | ------- | --------- | -------- | --------- | --------- | --------- |
| Zenit St. Petersburg   | 2010                | Giải bóng đá ngoại hạng Nga | 0            | 0            | 0       | 0         | 0        | 0         | 0         | 0         |
| Zenit St. Petersburg   | 2011–12             | Giải bóng đá ngoại hạng Nga | 0            | 0            | 0       | 0         | 0        | 0         | 0         | 0         |
| Zenit St. Petersburg   | 2012–13             | Giải bóng đá ngoại hạng Nga | 4            | 0            | 0       | 0         | 0        | 0         | 4         | 0         |
| Zenit St. Petersburg   | 2013–14             | Giải bóng đá ngoại hạng Nga | 0            | 0            | 1       | 0         | 0        | 0         | 1         | 0         |
| Zenit St. Petersburg   | 2014–15             | Giải bóng đá ngoại hạng Nga | 1            | 0            | 0       | 0         | 0        | 0         | 1         | 0         |
| Zenit St. Petersburg   | 2015–16             | Giải bóng đá ngoại hạng Nga | 0            | 0            | 0       | 0         | 0        | 0         | 0         | 0         |
| Zenit St. Petersburg   | 2016–17             | Giải bóng đá ngoại hạng Nga | 0            | 0            | 0       | 0         | 0        | 0         | 0         | 0         |
| Zenit St. Petersburg   | 2017–18             | Giải bóng đá ngoại hạng Nga | 1            | 0            | 0       | 0         | 0        | 0         | 1         | 0         |
| Zenit St. Petersburg   | Tổng cộng           | Tổng cộng                   | 6            | 0            | 1       | 0         | 0        | 0         | 7         | 0         |
| Zenit-2 St. Petersburg | 2013–14             | PFL                         | 4            | 0            | –       | –         | –        | –         | 4         | 0         |
| Zenit-2 St. Petersburg | 2014–15             | PFL                         | 7            | 0            | –       | –         | –        | –         | 7         | 0         |
| Zenit-2 St. Petersburg | 2015–16             | FNL                         | 22           | 0            | –       | –         | –        | –         | 22        | 0         |
| Zenit-2 St. Petersburg | 2016–17             | FNL                         | 35           | 0            | –       | –         | –        | –         | 35        | 0         |
| Zenit-2 St. Petersburg | 2017–18             | FNL                         | 21           | 0            | –       | –         | –        | –         | 21        | 0         |
| Zenit-2 St. Petersburg | Tổng cộng           | Tổng cộng                   | 89           | 0            | 0       | 0         | 0        | 0         | 89        | 0         |
| Tổng cộng sự nghiệp    | Tổng cộng sự nghiệp | Tổng cộng sự nghiệp         | 95           | 0            | 1       | 0         | 0        | 0         | 96        | 0         |